# Anna Maria Bordas
Ana María Bordas (Barcelona, 8 de desembre de 1959) és una periodista llicenciada en Ciències de la Informació per la Universitat Autònoma de Barcelona, especialitzada en la gestió de televisió.
Va treballar a Ràdio Cadena Espanyola com a redactora entre 1982 i 1984, on va editar i va presentar l'informatiu matinal conjuntament amb Elisenda Roca. Posteriorment fou fins a 1988 redactora de RNE a Barcelona i redactora d'internacional als Serveis Informatius de cap de setmana a TVE a Catalunya, corresponsal de RNE a Washington de 1988 a 1992, any en què va ser coordinadora d'informació no esportiva de la Ràdio Olímpica de RNE-Ràdio 4 durant els Jocs de Barcelona, de 1992 a 1996 responsable d'informació política i local a RNE, de 1997 a 2005 directora de Ràdio Nacional d'Espanya a Catalunya, de 2005 a 2008 directora de relacions institucionals a TVE-Catalunya, de 2008 a 2010 directora de comunicació de TVE a Catalunya, de 2010 a 2014 directora de TVE a Sant Cugat
Posteriorment fou nomenada Cap de la Delegació espanyola al Festival d'Eurovisió, responsable de Projectes Internacionals de TVE, vicepresidenta del Comitè de TV de la Unió Europea de Radiotelevisió, directora d'originals de RTVE, i de nou, des del 2023, passà a ser Cap de la Delegació espanyola al festival d'Eurovisió, així com del Benidorm Fest, que passa a codirigir juntament amb César Vallejo.